# Dba (Fluggesellschaft)
dba (offiziell dba Luftfahrtgesellschaft mbH, zuvor Deutsche BA, ursprünglich Delta Air) war eine deutsche Fluggesellschaft mit Sitz in München und Basis auf dem Flughafen München. Sie operierte zeitweise als Billigfluggesellschaft und war zuletzt ein Tochterunternehmen von Air Berlin, nachdem zuvor British Airways (BA) Anteilseigner gewesen war.

## Geschichte

### Delta Air

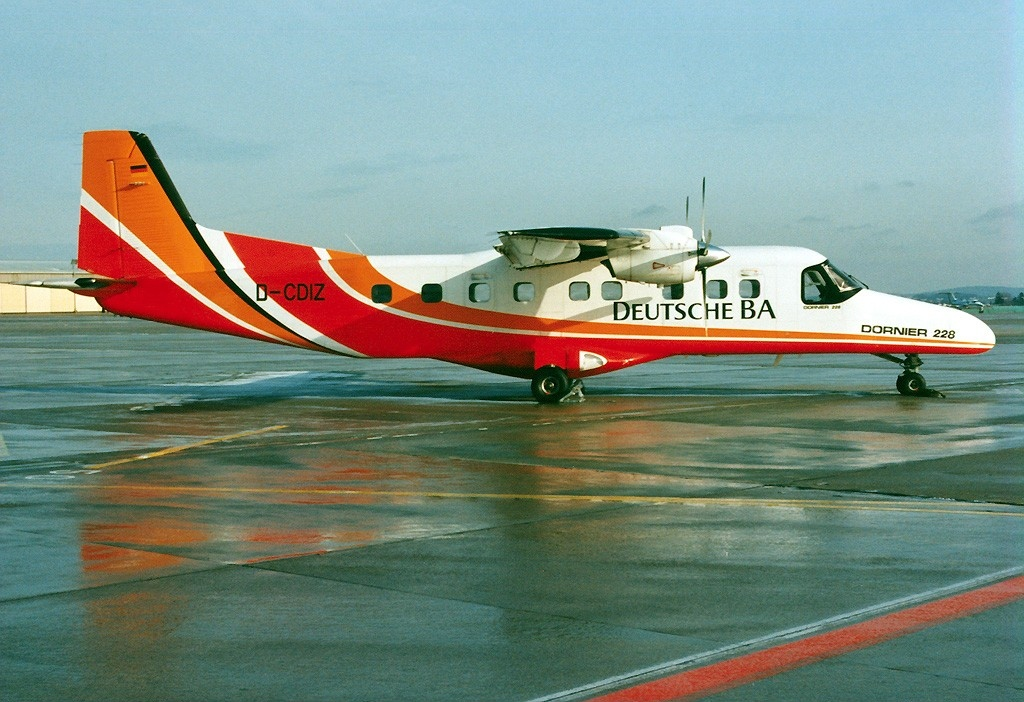
Eine Dornier 228-201 der Delta Air, Stuttgart 1993

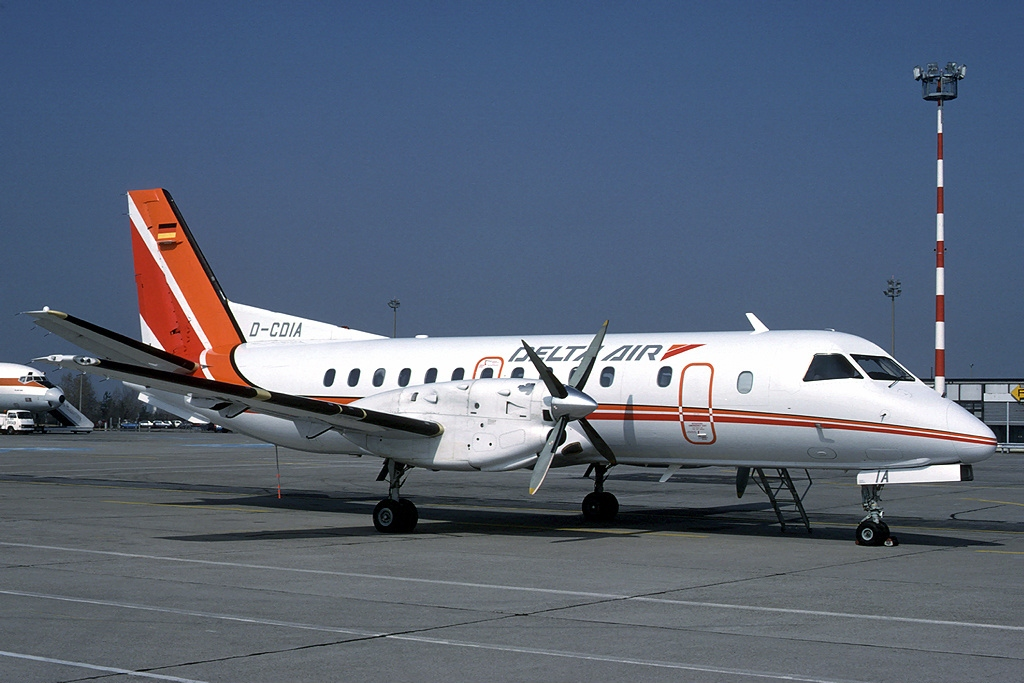
Eine Saab 340 der Delta Air, Basel 1987

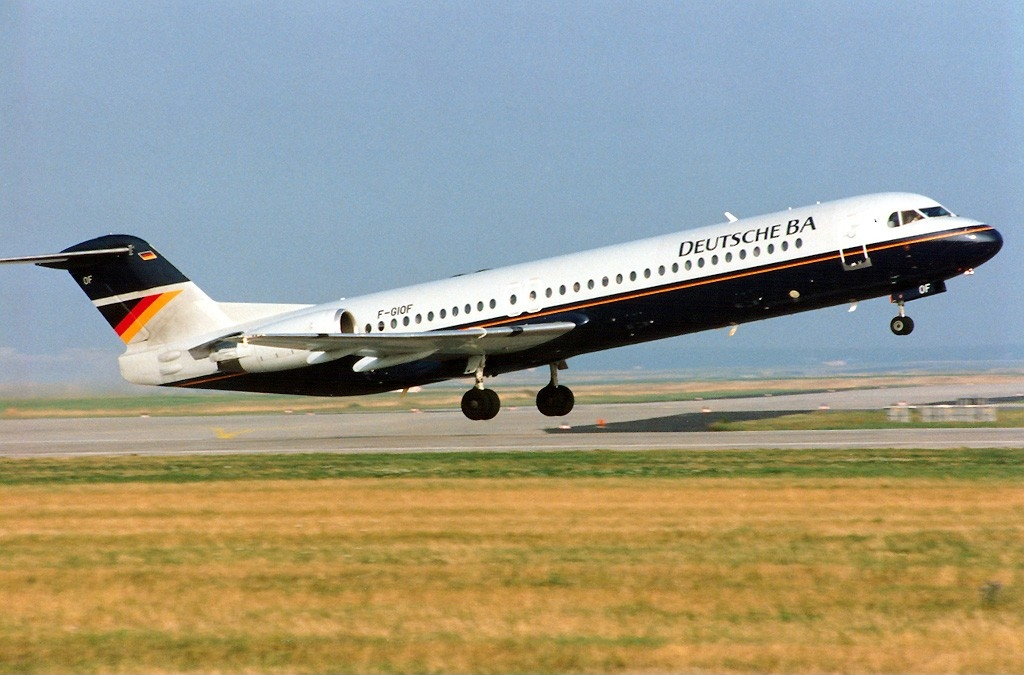
Eine Fokker 100, Frankfurt 1994

Die Delta Air wurde im April 1977 in Stuttgart als Taxiflugunternehmen von Flugbetriebsleiterin Brigitte Höck im Auftrag des Stuttgarter Unternehmers Alfred Schopp gegründet, das erste Flugzeug war eine Piper PA-31T Cheyenne I, Luftfahrzeugkennzeichen D-IASG. Ab April 1978 übernahm die Fluggesellschaft den „Bedarfsluftverkehr mit festen Abflugzeiten“ von Friedrichshafen nach Stuttgart und Zürich von „Pleuger Flugdienst“. Die Linie wurde mit einer DHC-6 Twin Otter geflogen, 1982 und 1988 kam je eine Fairchild Metroliner III hinzu. Die Taxiflugsparte wurde mit Piper Cheyenne und Beechcraft King Air 200 weiter ausgebaut, jedoch später eingestellt. Im Jahr 1982 ging Delta Air eine Kooperation mit Crossair ein. Im Jahre 1984 wurde der Werksverkehr von Dornier zwischen Friedrichshafen und Oberpfaffenhofen mit einer Dornier 228 betrieben. Im Jahr 1985 wurde Delta Air in eine GmbH mit den Gesellschaftern Friedrich von Bohlen und Halbach (59 %) und Crossair (40 %) umgewandelt.
Im Jahr 1987 erhielt Delta Air das Recht zur Durchführung von Linienflügen, 1988 folgte eine Kooperation mit der Lufthansa. Immer mehr Flughäfen in Deutschland wurden von Friedrichshafen aus angeflogen, beispielsweise Bremen, Frankfurt, Köln/Bonn und Berlin-Tempelhof. Als Flugzeuge kamen Maschinen des Typs Saab 340 zum Einsatz.

### Deutsche BA

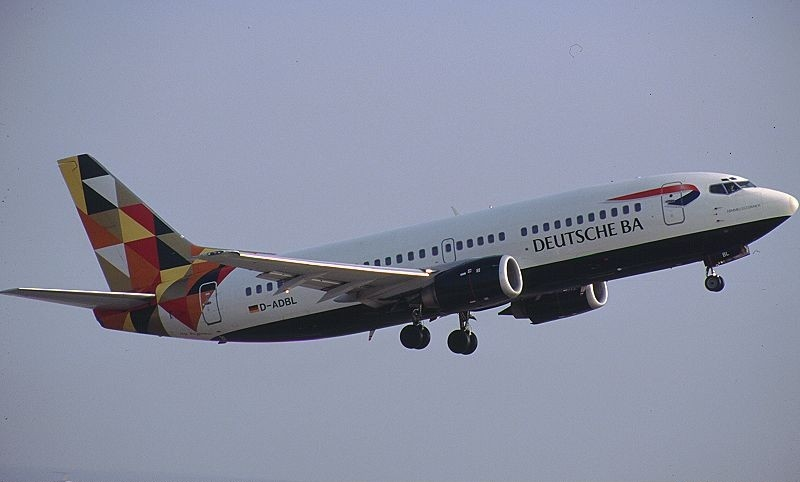
Eine Boeing 737-300 der Deutschen BA

Im Jahr 1992 übernahm British Airways 49 % der Anteile der Delta Air, nachdem Verhandlungen über eine Kooperation mit Germania und Aero Lloyd gescheitert waren. Da zur Durchführung von Inlandsflügen eine deutsche Kapitalmehrheit nötig war, hielten die Commerzbank (19 %), die Bayerische Vereinsbank und die Berliner Bank (je 16 %) weitere Anteile. Am 5. Mai wurde die Fluggesellschaft in Deutsche BA Luftfahrtgesellschaft mbh umbenannt. Die britische Fluggesellschaft versuchte damit, in den deutschen Markt einzutreten und gleichzeitig mit einem Zubringerdienst von allen deutschen Flughäfen aus ihre internationalen Linienflüge von London aus zu stärken. Im selben Jahr kamen auch die ersten Boeing 737-300 hinzu. Innerdeutsch wurden die Flüge des Berlin-Verkehrs für British Airways durchgeführt. Im Jahr 1993 übernahm die Deutsche BA Charterflüge für deutsche Reiseveranstalter nach Griechenland, Spanien, Irland und in die Türkei.
Im Jahr 1994 verlegte das Unternehmen den Hauptsitz und die Jettechnik zum neuen Münchener Flughafen. Im Jahr 1998 wurde die Flotte vereinheitlicht, und es wurden nur noch Boeing 737-300 eingesetzt. Außerdem wurde das Design der Flugzeuge an das der British Airways-Flotte angepasst. Die Deutsche BA wurde von den Lesern der Zeitschrift Capital zum zweiten Mal hintereinander zur günstigsten und pünktlichsten Fluggesellschaft sowie zu derjenigen mit dem besten Service gewählt.
Im Zuge der Liberalisierung im europäischen Luftraum verkauften 1997 die Bayerische Vereinsbank und 1998 Commerzbank und Berliner Bank ihre Anteile an die durch British Airways kontrollierte Holding.
Mit Beginn des neuen Geschäftsjahres 2002 versuchte sich die Deutsche BA unter anderem mit der Abschaffung des Vielfliegerprogramms und Kampfpreisen auf einzelnen Strecken als Billigfluggesellschaft zu positionieren. Gleichzeitig erwarb easyJet eine bis Mitte 2003 gültige Kaufoption.

### dba

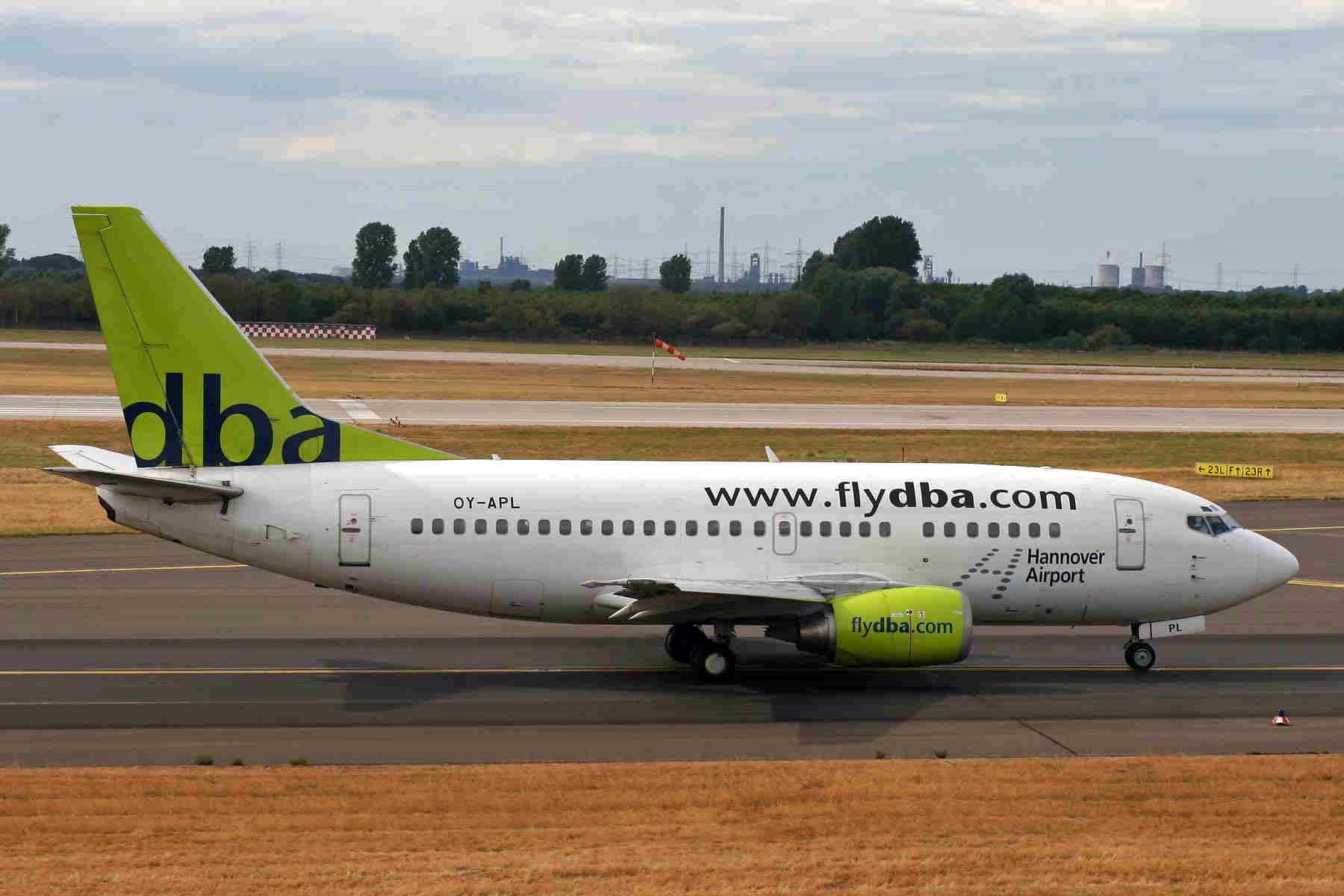
Eine Boeing 737-500 der dba mit einer Sonderbemalung zum Flughafen Hannover

Am 2. Juni 2003 verkaufte British Airways ihre Anteile für einen Euro an die Intro Verwaltungs GmbH von Textilunternehmer Hans Rudolf Wöhrl. Das ursprüngliche Ziel, einen intensiven Zubringerdienst für die internationalen Linien ab London zu schaffen und einen profitableren Linienverkehr als Konkurrenz zu Lufthansa zu erreichen, war nicht erreicht worden. Schon im April 2004 bekam die dba mit Martin Gauss und Peter Wojahn neue Geschäftsführer, da Wöhrl in den Aufsichtsrat wechselte. Mit Wöhrl als Eigentümer schrieb die Fluggesellschaft im Geschäftsjahr 2004/2005 zum ersten Mal seit ihrem Bestehen schwarze Zahlen.
Vom 28. März bis zum 1. Juli 2005 beteiligte sich der Mitbewerber gexx (für Germania Express, später wieder Germania) mit 64 Prozent an dba. In diesem Zeitraum wurden zwölf Fokker 100 und 15 Strecken der gexx per Wetleasing (Flugzeug, Piloten, Flugbegleiter, Techniker) an dba übertragen. Damit wurde dba mit 27 Flugzeugen und bis zu 180 täglichen Flügen zur drittgrößten deutschen Linienfluggesellschaft.
Im Februar 2006 verdoppelte dba ihr Eigenkapital auf jetzt 20 Millionen Euro. Hans Rudolf Wöhrl war nun mit 59,9 Prozent durch die in seinem Besitz befindliche Intro Verwaltungs GmbH Haupteigentümer, Lutz Helmig (Gründer der Helios-Kliniken) erwarb über seine Aton GmbH 25,1 Prozent der Anteile. Die beiden dba-Geschäftsführer Martin Gauss (magau GmbH) und Peter Wojahn (PIWOH GmbH) waren mit jeweils 7,5 Prozent am Unternehmen beteiligt.
Am 17. Februar 2006 gab Wöhrl den Erwerb von 60 Prozent der Anteile an LTU bekannt. Beide Fluggesellschaften sollten nach Wöhrls Plänen beim Streckennetz eng kooperieren – dba sollte die nationalen, LTU die internationalen Ziele bedienen.

### Übernahme durch Air Berlin

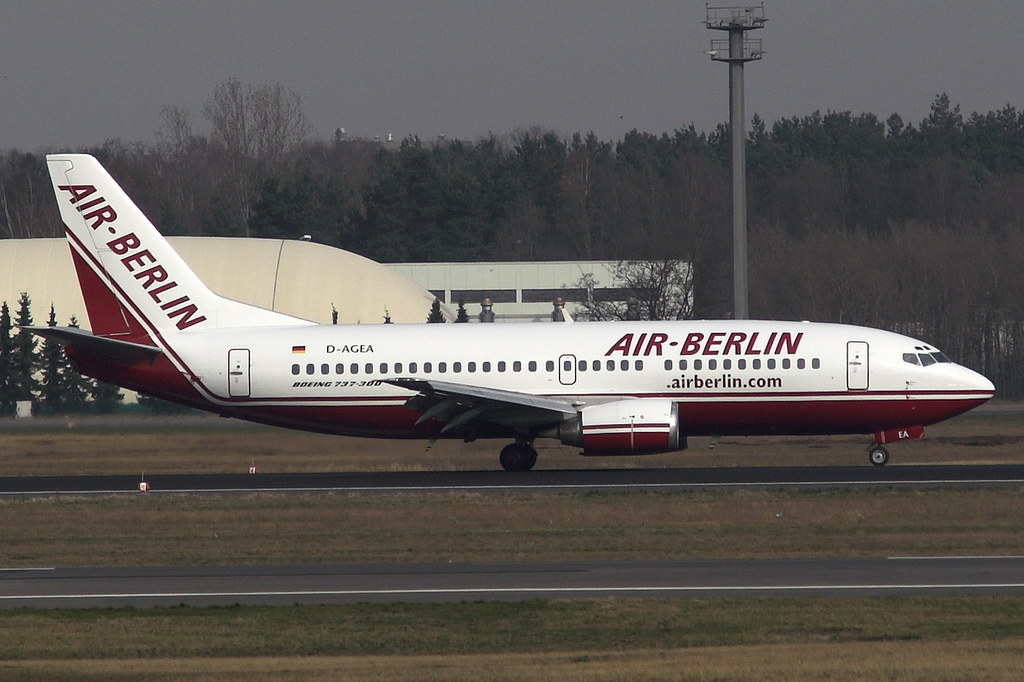
Eine Boeing 737-300 der dba in Bemalung der Air Berlin

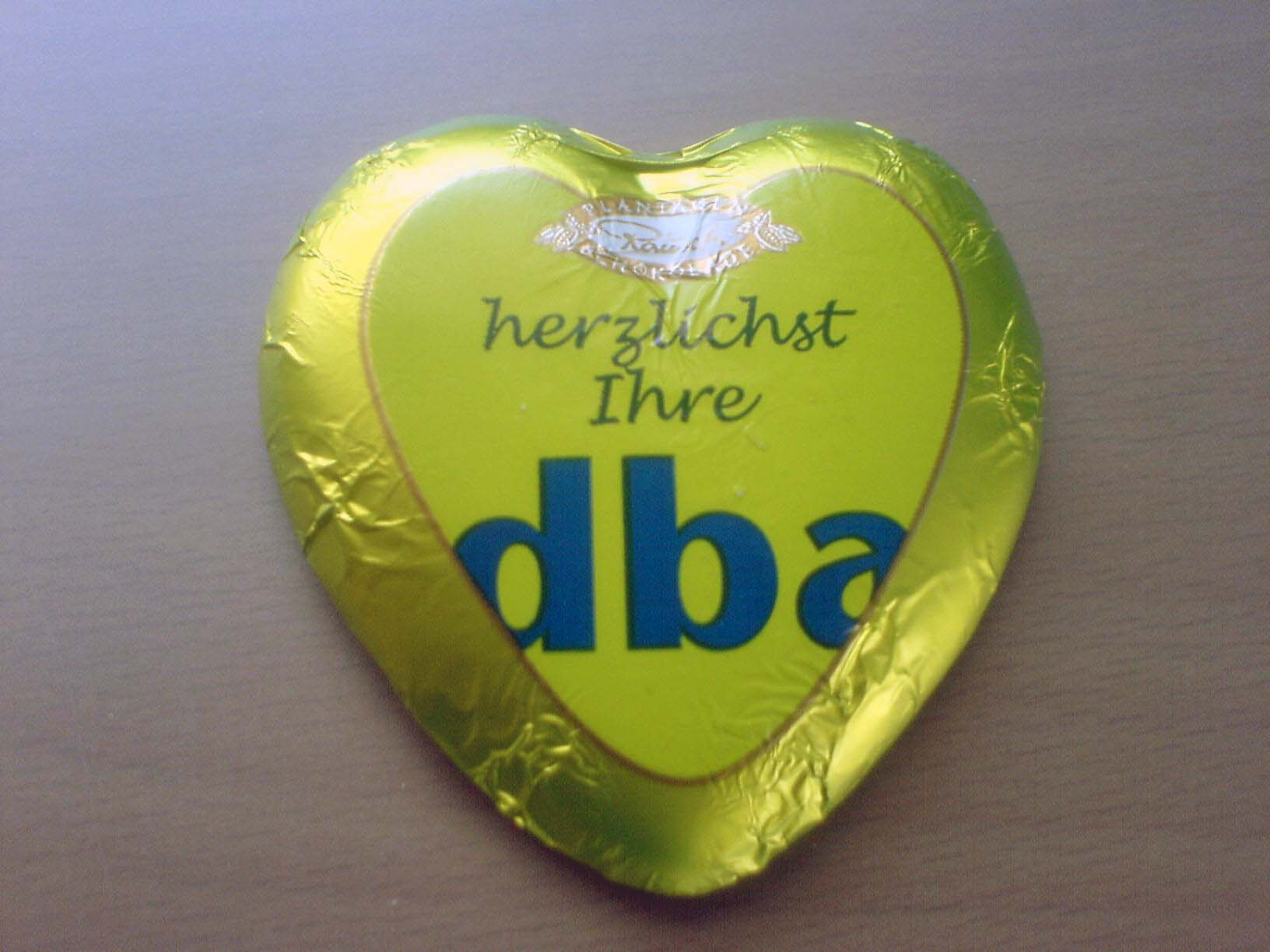
Die Tradition der Herzschokolade wurde nach der Übernahme durch Air Berlin weitergeführt:

Wie Hans Rudolf Wöhrl, Mehrheitseigner der dba-Eigentümerin Intro Verwaltungs GmbH am 17. August 2006 bekanntgab, verkaufte er dba an die konkurrierende Air Berlin von Joachim Hunold. Der Kaufpreis betrug, je nach Quelle, (netto) „einen mittleren zweistelligen Millionenbetrag“ (FAZ) beziehungsweise 120 Millionen Euro. Der Kaufpreis wurde mit Barmitteln der Air Berlin bezahlt. Zusammen kamen beide Fluggesellschaften zu diesem Zeitpunkt auf ein Passagieraufkommen von 20 Millionen Fluggästen. Das Unternehmen dba sollte zunächst unter der Führung der dba-Geschäftsführer Martin Gauss und Peter Wojahn bestehen bleiben. Die Flugpläne der beiden Gesellschaften wurden mit dem Sommerflugplan 2007 aufeinander abgestimmt.
Ab April 2007 verschwand die Marke dba dann zunächst im Außenauftritt, die Gesellschaft führte zu diesem Zeitpunkt Flüge nur noch im Namen und Markenauftritt der Air Berlin durch. 2008 wurde bekannt, dass die Verwaltung von dba im Rahmen der Einsparungsmaßnahmen von Air Berlin aufgelöst werde. Schließlich sollte dba ursprünglich am 30. November 2008 den Flugbetrieb vollständig einstellen, jedoch entzog Air Berlin nach einem Streik der Flugbegleiter bereits zum 14. November sämtliche Flugaufträge.

## Flugziele
Die dba bediente hauptsächlich innerdeutsche Strecken und hierbei die Flughäfen Hamburg, Hannover, Berlin, Düsseldorf, Köln/Bonn, Leipzig/Halle, Dresden, Stuttgart, München, Münster/Osnabrück, Bremen, Karlsruhe/Baden-Baden, Nürnberg, Flughafen Frankfurt Main sowie zudem international Nizza, Moskau, Thessaloniki, Priština, Athen, Rom, Rimini und Paris-Orly.

## Flotte

### Flotte bei Betriebseinstellung

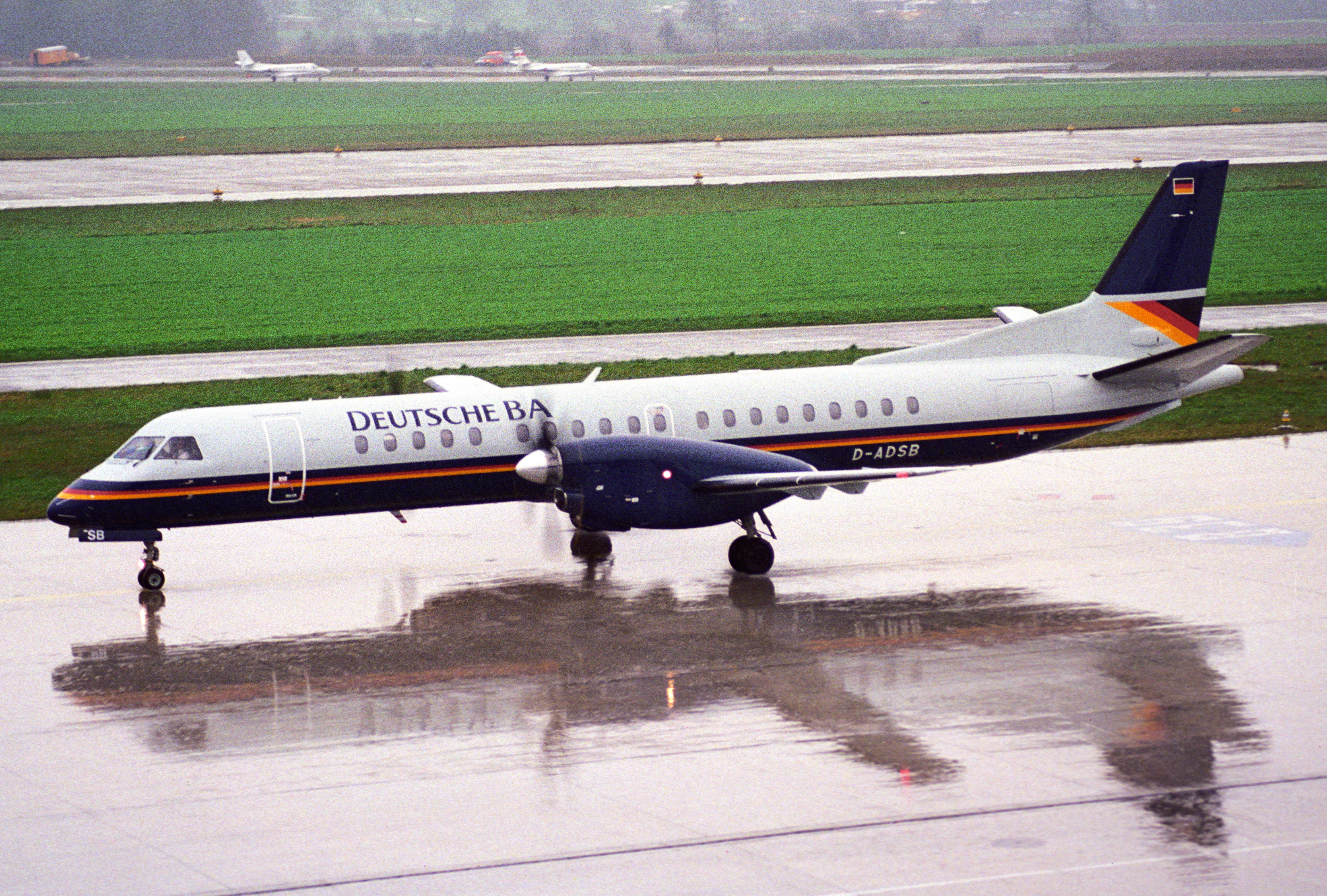
Eine Saab 2000 der Delta Air, Zürich 1996

Zur Einstellung des Flugbetriebs betrieb die dba bis zu 22 Boeing 737.

### Zuvor eingesetzte Flugzeuge
Zuvor setzte die Deutsche BA auch folgende Flugzeugtypen ein:
- Avro RJ85
- Beechcraft King Air 200
- de Havilland Canada DHC-6 Twin Otter
- Dornier 228
- Fairchild Metroliner III
- Fokker 100
- Piper PA-31T Cheyenne I
- Saab 340
- Saab 2000